# Brug bij Lieze
De brug bij Lieze is een tuibrug over het Albertkanaal nabij Lieze in de Belgische gemeente Wezet en onderdeel van de gewestweg N602 (Rue des Cimentiers).
De brug werd in gebruik genomen in 1984 en heeft een totale lengte van 309 meter. Even ten oosten ligt de Maasbrug over de rivier de Maas.